# Fritjof Lindström

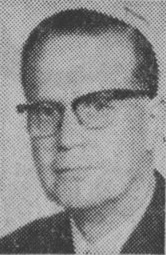
Fritjof Lindström

Fritjof Lindström, född 3 oktober 1907 i Köpenhamn, död 22 januari 1987 i Askims församling, Göteborg,  var en svensk arkitekt.
Lindström, som var son till kamrer Fritz Anderson och Linnea Lindström, avlade studentexamen i Göteborg 1926 samt utexaminerades från Chalmers tekniska institut 1932 och från Kungliga Tekniska högskolan 1933. Han var anställd vid olika arkitektkontor i Göteborg 1933–1935, stadsplanearkitekt i Göteborgs stad 1936–1943, i Eskilstuna stad 1943–1946, generalplanechef i Göteborg stad 1947–1949, konsulterande arkitekt och delägare Ingenjörsfirma Kjessler & Mannerstråle i Stockholm 1950–1954 samt länsarkitekt i Göteborgs och Bohus län 1955–1966. Han bedrev egen verksamhet i Göteborg från 1967.
Lindström var sekreterare i 1940 års bostadskommitté i Göteborg. Han utarbetade generalplan för Eskilstuna 1945. Han var styrelseledamot i Svenska Arkitekters Riksförbund 1955–1963, ordförande i Länsarkitekternas förening 1960–1963 och i Västra Sveriges arkitektförening 1956–1958.